# شوالیه (فیلم)
«شوالیه» (انگلیسی: Chevalier) یک فیلم کمدی به کارگردانی اثینا ریچل سنگاری است که در سال ۲۰۱۵ منتشر شد. این فیلم به عنوان بهترین فیلم پنجاه و نهمین جشنواره فیلم لندن شناخته شد.